# Митчелл, Лейлани
Лейлани Сима Митчелл (англ. Leilani Seamah Mitchell; род. 15 июня 1985 года в Ричленде, штат Вашингтон, США) — американо-австралийская профессиональная баскетболистка, выступавшая в женской национальной баскетбольной ассоциации. Была выбрана на драфте ВНБА 2008 года во втором раунде под общим двадцать пятым номером клубом «Финикс Меркури». Играла на позиции разыгрывающего защитника. Помимо того выступала в женской национальной баскетбольной лиге. Четырёхкратная чемпионка ЖНБЛ (2017, 2019, 2020, 2024).
В составе национальной сборной Австралии принимала участие в Олимпийских играх 2016 года в Рио-де-Жанейро и Олимпийских играх 2020 года в Токио, кроме этого выиграла бронзовые медали чемпионата мира 2014 года в Турции и чемпионата Азии 2019 года в Индии.

## Ранние годы
Лейлани родилась 15 июня 1985 года в городке Ричленд (штат Вашингтон) в семье Денниса Митчелла и Элли Маджид, у неё есть пять братьев, Тайлер, Трой, Трэвис, Реджи и Робби, училась же в соседнем городе Кенневик в одноимённой средней школе, в которой выступала за местную баскетбольную команду.